# IC 4002
IC 4002  ist eine Galaxie vom Hubble-Typ S im Sternbild Jagdhunde. Sie ist rund 204 Millionen Lichtjahre von der Milchstraße entfernt.
Entdeckt wurde das Objekt am  21. März 1903 von Max Wolf.